# Yang Fan
Yang Fan (16 de octubre de 1987) es un deportista chino que compitió en halterofilia. Ganó dos medallas en el Campeonato Mundial de Halterofilia, oro en 2007 y bronce en 2009.

## Palmarés internacional
| Campeonato Mundial | Campeonato Mundial     | Campeonato Mundial | Campeonato Mundial |
| Año                | Lugar                  | Medalla            | Categoría          |
| ------------------ | ---------------------- | ------------------ | ------------------ |
| 2007               | Chiang Mai (Tailandia) | Medalla de oro     | 62 kg              |
| 2009               | Goyang (Corea del Sur) | Medalla de bronce  | 62 kg              |